# Haltichella rhyacioniae
Haltichella rhyacioniae är en stekelart som beskrevs av Charles Joseph Gahan 1927.
Haltichella rhyacioniae ingår i släktet Haltichella och familjen bredlårsteklar. Inga underarter finns listade i Catalogue of Life.